# 松橋力蔵
松橋 力蔵（まつはし りきぞう、1968年8月22日 - ）は、千葉県出身の元プロサッカー選手、サッカー指導者。現役時代のポジションはミッドフィールダー。

## 来歴
東京都調布市の国領で生まれた。幼稚園入園前に転居し、千葉県で育ったため、一部のプロフィールを除いて出身地は千葉県と記載されている。少年時代はヨハン・クライフに憧れ、プレーを真似た。

### 選手経歴
千葉県立市原緑高等学校卒業後就職するものの、サッカー選手になるべく日産自動車サッカー部のサテライトチームに相当する日産FCファームの選考を受けた。合格とともに退職し、倉庫などのアルバイトをしながらプレーを続け、1989年にトップチームに加入した。日本サッカーリーグ（1部）初出場は、1990年2月11日 第14節 対松下電器戦（神戸総合運動公園ユニバー記念競技場）であった。球扱いの巧みさもあり、「木村和司2世」との評価を得た。松橋自身、影響を受けた人物として木村の名を挙げている。
プロクラブとなった横浜マリノスにも引き続き在籍し、1993年サントリーシリーズ第18節ホーム名古屋グランパスエイト戦でJリーグ初出場。その後、1995年まで在籍し、クラブに貢献した。
1996年、Jリーグ昇格初年度の京都パープルサンガに移籍した。同年の第3節鹿島アントラーズ戦でJリーグ初ゴールを記録。京都では2シーズンにわたってプレーした。Jリーグでは、リーグ戦44試合3得点（横浜M17試合0得点、京都27試合3得点）、Jリーグカップでは18試合1得点（横浜M8試合0得点、京都10試合1得点）、天皇杯は3試合2得点。
1998年にはジャパンフットボールリーグのジヤトコサッカー部（当時はジャトコ）に移籍し4シーズン在籍、2001年シーズン終了を以て選手を引退した。ジヤトコ時代は、リーグ戦79試合15得点、天皇杯5試合2得点。

### 指導者経歴
2002年から2シーズン、ジヤトコでコーチを担当した。
2003年末のジヤトコサッカー部活動終了にともない、サッカーを離れて一般社員としての採用も選択肢にあったものの、2004年1月に横浜F・マリノスのサッカースクールコーチに就任。以降も横浜FMで主に育成組織の指導を担当し、天野純、喜田拓也、遠藤渓太などの育成に関わった。
2015年10月22日、JFA公認S級ライセンスの取得が承認された。
2016年11月21日、2017シーズンよりトップチームのヘッドコーチに就任することが発表された。2018年から監督がアンジェ・ポステコグルーに変更になったが、自身はトップチームコーチとして指導に携わり、2020年末で横浜FMを退団した。
2021年からアルビレックス新潟のトップチームコーチに就任した。2021年12月6日、新潟の監督に就任した。2022年シーズンには新潟を6季ぶりのJ1復帰、2003年以来のJ2優勝へと導いた。2024年のJリーグYBCルヴァンカップでは決勝に進出し、PK戦で名古屋グランパスに敗れたものの準優勝という結果を残した。
2024年12月13日、アルビレックス新潟の監督を今季限りで退任する事が公表された。
2025年シーズンからFC東京の監督に就任。

## 所属クラブ
- 1984年 - 1986年 千葉県立市原緑高等学校
- 1988年 日産自動車サッカー部ファーム
- 1989年 - 1992年 日産自動車サッカー部
- 1992年 - 1995年 横浜マリノス
- 1996年 - 1997年 京都パープルサンガ
- 1998年 - 2001年 ジヤトコサッカー部

## 個人成績
| 国内大会個人成績 | 国内大会個人成績 | 国内大会個人成績 | 国内大会個人成績 | 国内大会個人成績 | 国内大会個人成績           | 国内大会個人成績 | 国内大会個人成績 | 国内大会個人成績 | 国内大会個人成績 | 国内大会個人成績 | 国内大会個人成績 |
| 年度             | クラブ           | 背番号           | リーグ           | リーグ戦         | リーグ戦                   | リーグ杯         | リーグ杯         | オープン杯       | オープン杯       | 期間通算         | 期間通算         |
| 年度             | クラブ           | 背番号           | リーグ           | 出場             | 得点                       | 出場             | 得点             | 出場             | 得点             | 出場             | 得点             |
| 日本             | 日本             | 日本             | 日本             | リーグ戦         | リーグ戦                   | リーグ杯         | リーグ杯         | 天皇杯           | 天皇杯           | 期間通算         | 期間通算         |
| ---------------- | ---------------- | ---------------- | ---------------- | ---------------- | -------------------------- | ---------------- | ---------------- | ---------------- | ---------------- | ---------------- | ---------------- |
| 1989-90          | 日産             |                  | JSL1部           |                  |                            |                  |                  |                  |                  |                  |                  |
| 1990-91          | 日産             |                  | JSL1部           |                  |                            |                  |                  |                  |                  |                  |                  |
| 1991-92          | 日産             |                  | JSL1部           |                  |                            |                  |                  | 5                | 2                |                  |                  |
| 1992             | 横浜M            | -                | J                | -                | -                          | 6                | 0                | 2                | 2                | 8                | 2                |
| 1993             | 横浜M            | -                | J                | 3                | 0                          | 2                | 0                | 0                | 0                | 5                | 0                |
| 1994             | 横浜M            | -                | J                | 8                | 0                          | 0                | 0                | 0                | 0                | 8                | 0                |
| 1995             | 横浜M            | -                | J                | 6                | 0                          | -                | -                | 1                | 0                | 7                | 0                |
| 1996             | 京都             | -                | J                | 17               | 3                          | 10               | 1                | 0                | 0                | 27               | 4                |
| 1997             | 京都             | 14               | J                | 10               | 0                          | 0                | 0                | 0                | 0                | 10               | 0                |
| 1998             | ジヤトコ         |                  | 旧JFL            | 22               | 3                          | -                | -                | -                | -                | 22               | 3                |
| 1999             | ジヤトコ         |                  | JFL              | 23               | 6                          | -                | -                | 2                | 1                | 25               | 7                |
| 2000             | ジヤトコ         |                  | JFL              | 22               | 6                          | -                | -                | 3                | 1                | 25               | 7                |
| 2001             | ジヤトコ         |                  | JFL              | 12               | 0                          | -                | -                | 0                | 0                | 12               | 0                |
| 通算             | 日本             | 日本             | J                | 44               | 3                          | 18               | 1                | 3                | 2                | 65               | 6                |
| 通算             | 日本             | 日本             | JSL1部           | 23               | 0\|\|\|\|\|\|\|\|\|\|\|\|  |                  |                  |                  |                  |                  |                  |
| 通算             | 日本             | 日本             | JFL              | 57               | 12                         | -                | -                | 5                | 2                | 62               | 13               |
| 通算             | 日本             | 日本             | 旧JFL            | 22               | 3                          | -                | -                | -                | -                | 22               | 3                |
| 総通算           | 総通算           | 総通算           | 総通算           | 146              | 18\|\|\|\|\|\|\|\|\|\|\|\| |                  |                  |                  |                  |                  |                  |

## 指導歴
- 2002年 - 2003年 ジヤトコサッカー部 アシスタントコーチ
- 2004年 - 2020年 横浜F・マリノス
  - 2004年 - 2005年 U-13 コーチ
  - 2006年 - 2007年 ユース コーチ
  - 2008年 トップチーム コーチ
  - 2009年 - 2013年 ユース 監督
  - 2014年 ユース コーチ
  - 2015年 - 2016年 ユース 監督
  - 2017年 トップチーム ヘッドコーチ
  - 2018年 - 2020年 トップチーム コーチ
- 2021年 - 2024年 アルビレックス新潟
  - 2021年 トップチーム コーチ
  - 2022年 - 2024年 トップチーム 監督
- 2025年 - FC東京 監督

## 監督成績
| 年度 | 所属 | クラブ | リーグ戦 | リーグ戦 | リーグ戦 | リーグ戦 | リーグ戦 | リーグ戦 | カップ戦             | カップ戦  |
| 年度 | 所属 | クラブ | 順位     | 勝点     | 試合     | 勝       | 分       | 敗       | ルヴァンカップ       | 天皇杯    |
| ---- | ---- | ------ | -------- | -------- | -------- | -------- | -------- | -------- | -------------------- | --------- |
| 2022 | J2   | 新潟   | 優勝     | 84       | 42       | 25       | 9        | 8        | -                    | 2回戦敗退 |
| 2023 | J1   | 新潟   | 10位     | 45       | 34       | 11       | 12       | 11       | グループステージ敗退 | ベスト8   |
| 2024 | J1   | 新潟   | 16位     | 42       | 38       | 10       | 12       | 16       | 準優勝               | 3回戦敗退 |
| 2025 | J1   | FC東京 | 位       |          |          |          |          |          |                      |           |

## タイトル

### 監督時代

#### クラブ
アルビレックス新潟
- J2リーグ：1回（2022年）

#### 個人
- J2リーグ・月間優秀監督賞：1回（2022年5月）